# 小行星4022
小行星4022（英語：4022 Nonna）是一颗围绕太阳公转的小行星。1981年10月8日，柳德米拉·切爾尼赫在克里米亚发现了此天体。
这颗小行星的绝对星等为33.3485309324313等。